# Martina Granström
Anna Martina Granström (* 5. August 1991 in Uppsala) ist eine ehemalige schwedische Schwimmerin. Sie gewann bei Schwimmeuropameisterschaften eine Silbermedaille und zwei Bronzemedaillen.

## Sportliche Karriere
Die 1,78 Meter große Martina Granström schwamm für Jönköpings Simsällskap.
Bei den Junioreneuropameisterschaften 2006 belegte sie mit allen drei Staffeln jeweils den vierten Platz, wobei außer ihr auch Nathalie Lindborg in allen drei Staffeln schwamm. Ein Jahr später wurde Granström über 800 Meter Freistil Fünfte, genauso wie mit der 4-mal-100-Meter-Freistilstaffel. Die 4-mal-200-Meter-Freistilstaffel belegte den siebten Platz. Mit der 4-mal-100-Meter-Lagenstaffel gewann Granström die Bronzemedaille, wobei sie auf der Schmetterlingslage schwamm und Nathalie Lindborg auf der Freistillage. Ein weiteres Jahr später wurde Granström über 100 Meter Schmetterling Sechste bei den Juniorenweltmeisterschaften 2008.
Bei den Weltmeisterschaften 2009 in Rom schied Granström als 27. über 200 Meter Schmetterling und als 13. mit der 4-mal-200-Meter-Freistilstaffel im Vorlauf aus. Bei den Kurzbahneuropameisterschaften 2009 in Istanbul belegte Granström den fünften Platz über 200 Meter Schmetterling. 2010 gewann Granström den schwedischen Meistertitel über 200 Meter Schmetterling. Bei den Europameisterschaften in Budapest wurde sie im Halbfinale 14. über diese Strecke. Ende des Jahres verpasste sie bei den Kurzbahnweltmeisterschaften 2010 in Dubai als Vorlaufneunte den Finaleinzug über 200 Meter Schmetterling um 0,13 Sekunden.
2011 siegte Granström bei den schwedischen Kurzbahnmeisterschaften auf beiden langen Schmetterlingsstrecken, über 800 Meter Freistil und über 400 Meter Lagen. Auf der Langbahn verteidigte sie ihren Titel über 200 Meter Schmetterling. Bei den Weltmeisterschaften in Shanghai schied Granström über 200 Meter Schmetterling als Elfte des Halbfinales aus. Mit der 4-mal-100-Meter-Lagenstaffel verfehlte sie als Zehnte der Vorläufe ebenfalls den Finaleinzug.
Im Mai 2012 bei den Europameisterschaften in Debrecen gewann über 100 Meter Schmetterling die Norwegerin Ingvild Snildal mit drei Hundertstelsekunden Vorsprung vor Martina Granström, die ihrerseits 0,71 Sekunden Vorsprung auf die drittplatzierte Israelin Amit Ivry aufwies. Über 200 Meter Schmetterling schlugen die Ungarinnen Katinka Hosszú und Zsuzsanna Jakabos vor Granström an. Die schwedische 4-mal-100-Meter-Lagenstaffel mit Therese Svendsen, Joline Hoestman, Martina Granström und Nathalie Lindborg wurde Dritte hinter den Deutschen und den Italienerinnen. Zwei Monate später bei den Olympischen Spielen in London fand zunächst der Wettkampf über 100 Meter Lagen statt. Granström erreichte das Halbfinale und schied dann als 15. aus. Über 200 Meter Schmetterling verfehlte Granström als Zehnte des Halbfinales den Endlauf um eine halbe Sekunde. Drei Tage später schied die 4-mal-100-Meter-Lagenstaffel mit Sarah Sjöström, Jennie Johansson, Martina Granström und Michelle Coleman mit der zehntbesten Zeit im Vorlauf aus. Zur Finalteilnahme fehlte über eine Sekunde.
2013 siegte Granström noch einmal bei den schwedischen Meisterschaften über 200 Meter Schmetterling und über 800 Meter Freistil. An internationalen Meisterschaften nahm sie nicht mehr teil.